# Hilarius Breitinger
Hilarius Breitinger (* 7. Juni 1907 als Lorenz Breitinger in Glattbach bei Aschaffenburg; † 23. August 1994 im Kloster Maria Eck in Bayern) war ein deutscher Franziskaner-Minorit.

## Biographie
Ab 1922 war Lorenz Breitinger Schüler im Franziskanerseminar St. Valentin in Würzburg, wo er anschließend ein Studium der katholischen Theologie absolvierte. Er trat den Franziskaner-Minoriten bei und nahm den Ordensnamen Hilarius an. Am 18. März 1932 legte er in Würzburg das Ordensgelübde ab. Am 31. Juli 1932 empfing er ebenda die Priesterweihe. Als Franziskaner-Minorit wurde er 1934 als Ersatz für den aus Polen ausgewiesenen Pater Venantius Kempf als Deutschenseelsorger nach Posen geschickt. 1939 wurde er zusammen mit vielen anderen Deutschen verschleppt, wobei er in einem Bericht über Misshandlungen aussagte. Angesichts der antikirchlichen Politik im Warthegau und der Flucht Kardinal August Hlonds wurde Joseph Paech als Apostolischer Administrator für die Deutschen im Reichsgau Wartheland eingesetzt. Breitinger fungierte als dessen Vertreter, nach dessen Amtsverzicht übertrug ihm der Papst 1942 dieses Amt.
Im Januar 1945 flüchtete Breitinger in den Westen, wo er in der Volksmission eingesetzt wurde. Er machte 1946 einen vergeblichen Versuch der Gründung einer Niederlassung in Tauberbischofsheim. Von 1947 bis 1953 war er Guardian in Würzburg und übte diese Funktion auch von 1953 bis 1959 im Kloster Maria Eck aus. Danach wurde er Krankenhausseelsorger und Rektor des Antonius Seminars in Wien. Von 1964 bis 1972 war er Provinzial der österreichischen Provinz. 1972 wurde Breitinger Guardian und Stadtpfarrer in Graz und ab 1978 bis zu seinem Tod war er Prokurator der Wallfahrtsseelsorge in Maria Eck und Mitglied des dortigen Konventes.

## Schriften
- Als Deutschenseelsorger in Posen und im Warthegau, 1934–1945. Erinnerungen. Matthias-Grünewald-Verlag, Mainz 1984, ISBN 3-7867-1142-9.